# The Legend of Eagles
The Legend of Eagles è un album raccolta del gruppo musicale statunitense Eagles, pubblicato nel 1988.

## Tracce

### Lato A
1. Take It Easy – 3:29
2. Peaceful, Easy Feeling – 4:16
3. Desperado – 3:33
4. Tequila Sunrise – 2:52
5. Best of My Love – 4:35
6. Lyin' Eyes – 3:58
7. Take It to the Limit – 4:48
8. The Long Run – 3:42

### Lato B
1. One of These Nights – 4:51
2. Hotel California – 6:30
3. New Kid in Town – 5:04
4. Life in the Fast Lane – 4:46
5. I Can't Tell You Why – 4:56
6. Heartache Tonight – 4:26

## Formazione
- Don Henley - batteria, voce
- Glenn Frey - chitarra, voce
- Randy Meisner - basso, voce
- Timothy B. Schmit - basso, voce
- Bernie Leadon - chitarra, voce
- Joe Walsh - chitarra, voce
- Don Felder - chitarra

## Classifiche
| Classifica                 | Posizione migliore |
| -------------------------- | ------------------ |
| Dutch Top 40               | 5                  |
| Album più venduti del 1988 | 2                  |